# Oscar 1947
A 19ª cerimônia de entrega dos Academy Awards (ou Oscars 1947), apresentada pela Academia de Artes e Ciências Cinematográficas, premiou os melhores atores, técnicos e filmes de 1946 no dia 13 de março de 1947, em Los Angeles e teve  como mestre de cerimônias Jack Benny.
O drama The Best Years of Our Lives foi premiado na categoria de melhor filme.

## Indicados e vencedores

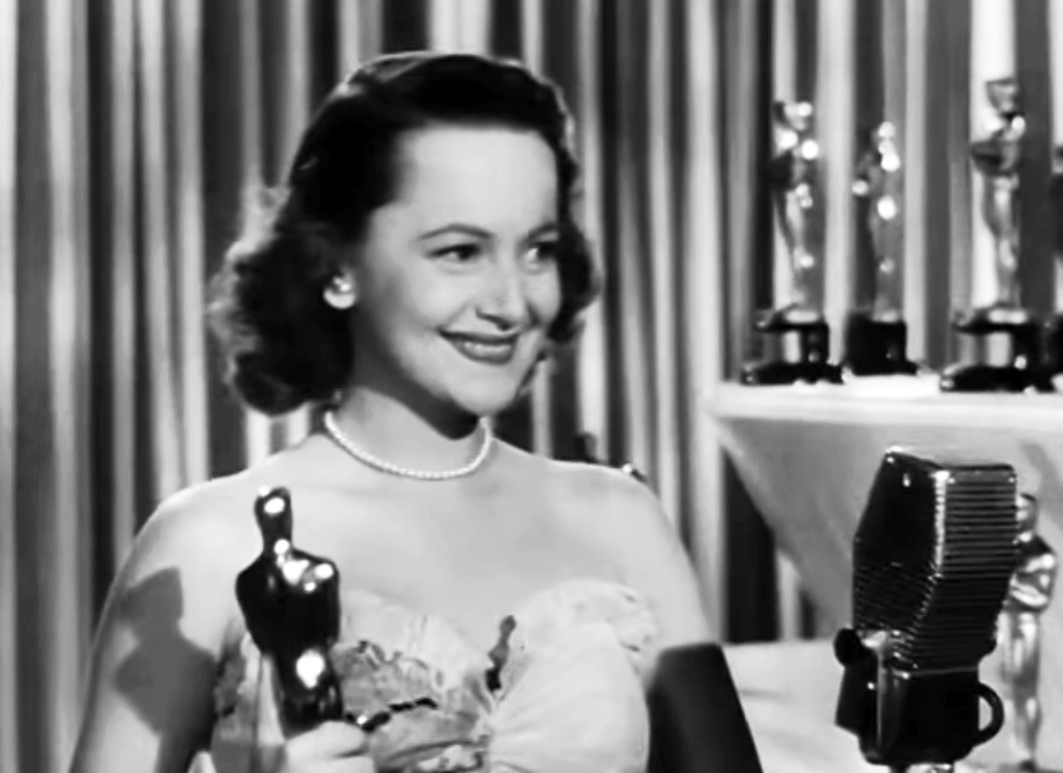
Olivia de Havilland em discurso de agadecimento no Oscar 1947. A atriz venceu o primeiro dos dois Oscars que conquistou no decorrer de sua carreira pela atuação no filme "To Each His Own" (pt: Lágrimas de Mãe / br: Só resta uma lágrima), de 1946.

| Melhor Filme - The Best Years of Our Lives - Henry V - It's a Wonderful Life - The Razor's Edge - The Yearling | Melhor Diretor - William Wyler – The Best Years of Our Lives - Clarence Brown – The Yearling - Frank Capra – It's a Wonderful Life - David Lean – Brief Encounter - Robert Siodmak – The Killers                                                                                         |
| Melhor Ator/Actor (Principal) - Fredric March – The Best Years of Our Lives - Laurence Olivier – Henry V - Larry Parks – The Jolson Story - Gregory Peck – The Yearling - James Stewart – It's a Wonderful Life               | Melhor Atriz/Actriz (Principal) - Olivia de Havilland – To Each His Own - Celia Johnson – Brief Encounter - Jennifer Jones – Duel in the Sun - Rosalind Russell – Sister Kenny - Jane Wyman – The Yearling                                                                               |
| Melhor Ator/Actor Coadjuvante/Secundário - Harold Russell – The Best Years of Our Lives - Charles Coburn – The Green Years - William Demarest – The Jolson Story - Claude Rains – Notorious - Clifton Webb – The Razor's Edge | Melhor Atriz/Actriz Coadjuvante/Secundária - Anne Baxter – The Razor's Edge - Ethel Barrymore – The Spiral Staircase (1946 - Lillian Gish – Duel in the Sun - Flora Robson – Saratoga Trunk - Gale Sondergaard – Anna and the King of Siam                                               |
| Melhor Roteiro/Argumento - Original - The Seventh Veil - The Blue Dahlia - Notorious - Road to Utopia - Children of Paradise                                                                                                  | Melhor Roteiro/Argumento - Adaptado - The Best Years of Our Lives - Rome, Open City - Anna and the King of Siam - Brief Encounter - The Killers |
| Melhor História Original - Vacation From Marriage - To Each His Own - The Strange Love of Martha Ivers - The Dark Mirror - The Stranger                                                                                       | Melhor Documentário em Curta-metragem - Seeds of Destiny - Atomic Power - Life at the Zoo - Paramount News Issue#37 - Traffic with the Devil |
| Melhor Curta-metragem em Uma Bobina - Facing Your Danger - Dive-Hi Champs - Golden Horses - Smart as a Fox - Sure Cures | Melhor Curta-metragem em Duas Bobinas - A Boy and His Dog - College Queen - Hiss and Yell - The Luckiest Guy in the World |
| Melhor Animação em Curta-metragem - The Cat Concerto - Chopin's Musical Moments - John Henry and the Inky Poo - Squatter's Rights - Walky Talky Hawky                                                                         | Melhor Edição/Montagem - The Best Years of Our Lives - The Killers - It's a Wonderful Life - The Yearling - The Jolson Story |
| Melhor Trilha Sonora/Banda Sonora/Comédia ou Drama - The Best Years of Our Lives - Anna and the King of Siam - The Killers - Henry V - Humoresque                                                                             | Melhor Canção original - "On the Atchison, Topeka and the Santa Fe" por The Harvey Girls - "All Through the Day" por Centennial Summer - "I Can't Begin to Tell You" por The Dolly Sisters - "Ole Buttermilk Sky" por Canyon Passage - "You Keep Coming Back Like a Song" por Blue Skies |
| Melhor Trilha Sonora/Banda Sonora/Musical - The Jolson Story - Blue Skies - The Harvey Girls - Night and Day - Centennial Summer                                                                                              | Melhor Mixagem/mistura de Som - The Jolson Story - It's a Wonderful Life - The Best Years of Our Lives |
| Melhor Direção de Arte/Preto & Branco - Anna and the King of Siam - The Razor's Edge - Kitty | Melhor Direção de Arte/Colorido - The Yearling - Caesar and Cleopatra - Henry V |
| Melhor Cinematografia/Fotografia/Preto & Branco - Anna and the King of Siam - The Green Years | Melhor Cinematografia/Fotografia/Colorido - The Yearling - The Jolson Story |
| Melhores Efeitos Especiais - Blithe Spirit - A Stolen Life | |

### Múltiplas indicações
- 8 indicações: The Best Years of Our Lives
- 7 indicações: The Yearling
- 6 indicações: The Jolson Story
- 5 indicações: Anna and the King of Siam e It's a Wonderful Life
- 4 indicações: Henry V, The Killers e The Razor's Edge
- 3 indicações: Brief Encounter
- 2 indicações: Blue Skies, Centennial Summer, Duel in the Sun, The Green Years, The Harvey Girls, Notorious e To Each his Own